# (33518) Stoetzer
1999 GH35 (asteroide 33518) é um asteroide da cintura principal. Possui uma excentricidade de 0.04352960 e uma inclinação de 2.66970º.
Este asteroide foi descoberto no dia 6 de abril de 1999 por LINEAR em Socorro.